# Ibisi
Ibisi ili ibesi je naziv za oko 26 vrsta dugonogih močvarnih ptica koje čine vlastitu potporodicu - Threskiornithinae, unutar porodice - Threskiornithidae u redu Pelikanke. Ove ptice naseljavaju močvare, šume i ravnice. Termin „ibis” je izveden iz latinske i antičke grčke reči za ovu grupu ptica. Isto tako se javlja kao naučno ime čaplje govedarice, (Bubulcus ibis), koja je pogrešno identifikovana 1757. godine kao afrički sveti ražanj.

## Karakteristike
Ibisi imaju telo dugo od 55 do 75 cm. Žive po svim toplim krajevima sveta, osim ostrva Južnog Pacifika. Njihovo stanište su plitke lagune, jezera, uvale i močvare gde vole da gacaju koristeći svoje vitke duge noge, u potrazi za malim ribama i mekušcima. Kad lete izduže vrat, a noge zabace potpuno nazad, naizmenično mašu krilima i jedre. Ibisi obično žive u velikim kolonijama, podižući nizove čvrstih gnezda po niskom grmlju ili drveću, u koje polažu tri do pet jaja bele boje, ponekad išarana sa smeđim mrljama.

## Vrste
Najpoznatije vrste
- Crni ibis (Plegadis falcinellus) i njegov bliski rođak bela lica američki ibis (Plegadis chihi) imaju manje telo sa sjajnim tamnocrvenkastim perjem. U kolonijama žive po toplijim krajevima sveta.[4][6][7]
- Hagedaš (Bostrychia hagedash) ili afrički ibis, ima perje zelenkaste boje a poznat je po svom glasnom kreštanju.[4]
- Australski ibis (Threskiornis spinicollis) živi isključivo u Australiji. Za razliku od svojih ostalih srodnika, on se prilagodio uslovima, pa ne živi samo uz vode, hrani se uglavnom skakavcima.[4]
- Grivasti ibis,[8][9][10] je ugrožena vrsta, koja živi po Severnoj Africi i Bliskom istoku. Njegov kljun i koža na golom vratu su crvenkaste boje. Kolonije tih ptica nekad su živele po srednjoj i južnoj Evropi, Siriji i Alžiru, od svih tih kolonija preživele su samo one u Turskoj i Maroku.[4]
- Japanski ibis (Nipponia Nippon) ili Crvenonogi ibis, ima potpuno belo perje sa crvenim licem i nogama. On je ugrožena vrsta, na rubu izumiranja krajem 20. veka.[4]
- Sveti ibis (Threskiornis aethiopicus), živi po južnoj Arabiji i Africi južno od Sahare, a nekad je živeo i po Egiptu, u kojem je u vreme drevnog Egipta bio sveta ptica. On je visok oko 75 cm, belog perja sa crnim vratom, glavom, nogama i pegom na stražnjici.[4]
- Crveni ibis (Eudocimus ruber) živi na severu Južne Amerike, a beli ibis (Eudocimus albus) po Srednjoj i Severnoj Americi.[4]

Vrste
Podvrste

## Galerija
- Crnoglavi ibis
- Australijski beli ibis
- Američki beli ibis
- Grimizni ibis
- Crni ibis
- Severni ćelavi ibis
- Hadada ibis

## Literatura
- Cramp, Stanley; Perrins, C.M.; Brooks, Duncan J., ур. (1994). Handbook of the Birds of Europe, the Middle East, and North Africa: The Birds of the Western Palearctic. Oxford University Press. ISBN 978-0198546795.
- Field Guide to the Birds of North America (4th изд.). National Geographic Society. 1987.
- Sundar, K.S.G.; Kittur, S. (2019). „Glossy Ibis Distribution and Abundance in an Indian Agricultural Landscape: Seasonal and Annual Variations” (PDF). SIS Conservation. 1: 135—138.
- Máñez, M.;  . (2019). „Twenty two years of monitoring of the Glossy Ibis Plegadis falcinellus in Doñana”. SIS Conservation. 2019: 98—103.
- Champagnon, J.;  . (2019). „The Settlement of Glossy Ibis in France”. SIS Conservation. 2019: 50—55.
- „Rykind af sorte ibisser i danske vådområder” (на језику: дански). Danish Ornithological Society. 20. 5. 2022. Приступљено 28. 1. 2023.
- „Glossy ibis Plegadis falcinellus (Linnaeus, 1766)”. New Zealand Birds Online. Приступљено 16. 1. 2019.
- Santoro, S.; Champagnon, J.; Kharitonov, S.P.; Zwarts, L.; Oschadleus, H.D.; Manez, M.; Samraoui, B.; Nedjah, R.; Volponi, S.; Cano-Alonso, L.S. (2019). „Long-distance Dispersal of the Afro-Eurasian Glossy Ibis From Ring Recoveries” (PDF). SIS Conservation. 1: 139—146.
- Mourer-Chauviré, Cécile; Philippe, Michel; Guillard, Stéphane; Meyssonnier, Marcel (јул 2006). „Presence of the Northern Bald Ibis Geronticus eremita (L.) during the Holocene in the Ardèche valley, southern France”. Ibis. 148 (4): 820—23. doi:10.1111/j.1474-919X.2006.00563.x.
- Boev, Zlatozar (2000). „Additional material of Geronticus balcanicus Boev, 1998, and precision of the age of the type locality” (PDF). Acta Zoologica Bulgarica. 52 (2): 53—58. Архивирано из оригинала (PDF) 2011-08-15. г. Приступљено 2008-12-29.
- Marco, Antonio Sanchez (јул 1996). „The presence of the Waldrapp Geronticus eremita (Plataleidae) in the Plio-Pleistocene boundary in Spain” (PDF). Ibis. 138 (3): 560—61. doi:10.1111/j.1474-919X.1996.tb08081.x. Архивирано из оригинала (PDF) 05. 02. 2009. г. Приступљено 20. 05. 2023.
- Boev, Zlatozar (1998). „Presence of Bald Ibises (Geronticus Wagler, 1832) (Threskiornithidae - Aves) in the Late Pliocene of Bulgaria”. Geologica Balcanica. 28 (1–2): 45—52. doi:10.52321/GeolBalc.28.1-2.45.
- Gesner, Conrad (1555). Historiæ animalium liber III qui est de auium natura. Adiecti sunt ab initio indices alphabetici decem super nominibus auium in totidem linguis diuersis: & ante illos enumeratio auium eo ordiné quo in hoc volumine continentur (на језику: латински). Zurich: Froschauer.
- Serra, Gianluca; Peske, L.; Wondafrash, M. (2007). Preliminary survey of Middle Eastern Northern Bald Ibises at their recently discovered wintering grounds in Ethiopian highlands. Report, BirdLife International / Royal Society for the Protection of Birds.
- Serra, Gianluca; Wondafrash, M. (2009). Eco-ethological and conservation survey of N. Bald Ibises wintering in the northern Shawa (Ethiopia) during 2008–09. Report, EWNHS / IUCN / DGCS Trust Fund pilot project, 39 pp.
- Serra, Gianluca; Nahaz, M.M.; Idan M.; Peske L.; Savioli A.; Bruschini C.; Alomari K. (2009). Assessment and characterization of the Ibis Protected Area in the Palmyra Desert - a proposed 5-year management and development framework. IUCN publication.
- Serra, Gianluca (2010). Northern Bald Ibis Expedition in Saudi Arabia, March 2010. Report, IUCN and National Geographic Soc., 34 pp.
- G. Serra;  . (2008). „Feeding ecology and behaviour of last surviving middle eastern N. Bald Ibises breeding in the Syrian steppe”. Zoology in the Middle East. 43: 55—68. S2CID 87023621. doi:10.1080/09397140.2008.10638269.
- G. Serra;  . (2013). „An assessment of ecological conditions and threats at the Ethiopian wintering site of the last known eastern colony of critically endangered Northern Bald Ibis Geronticus eremita”. Bird Conservation International. 23 (4): 399—413. doi:10.1017/s0959270913000397 .
- G. Serra;  . (2009). „Breeding ecology of the last oriental N. Bald Ibises in the Syria desert”. Journal of Ornithology. 150 (4): 769—782. S2CID 26090442. doi:10.1007/s10336-009-0398-y.
- G. Serra;  . (2015). „Accounting for very low survival of a Critically Endangered bird on a major migratory flyway”. Oryx. 49 (2): 312—320. doi:10.1017/s0030605313000665 .

## Spoljašnje veze
- „Ibis”. New International Encyclopedia. 1905.